# Sericoides longipes
Sericoides longipes är en skalbaggsart som beskrevs av Germain 1863. Sericoides longipes ingår i släktet Sericoides och familjen Melolonthidae. Inga underarter finns listade i Catalogue of Life.